# Trần Thị Ánh
Trần Thị Ánh (ur. 11 marca 1999) – wietnamska zapaśniczka walcząca w stylu wolnym. Zajęła dziewiąte miejsce na igrzyskach azjatyckich w 2022. Dziewiąta na mistrzostwach Azji w 2023. Złota medalistka mistrzostw Azji Południowo-Wschodniej w 2023 i srebrna w 2025 roku.